# Deleatidium
Deleatidium is een geslacht van haften (Ephemeroptera) uit de familie Leptophlebiidae.

## Soorten
Het geslacht Deleatidium omvat de volgende soorten:
- Deleatidium angustum
- Deleatidium atricolor
- Deleatidium autumnale
- Deleatidium branchiola
- Deleatidium cerinum
- Deleatidium cornutum
- Deleatidium fumosum
- Deleatidium furciferum
- Deleatidium insolitus
- Deleatidium kiwa
- Deleatidium lillii
- Deleatidium magnum
- Deleatidium myzobranchia
- Deleatidium nanatum
- Deleatidium patricki
- Deleatidium strigatum
- Deleatidium townsi
- Deleatidium vernale
- Deleatidium wardorum